# Chicago VIII
Chicago VIII är ett musikalbum av Chicago. Albumet spelades in augusti-september 1974, och släpptes i mars 1975, eftersom Chicago VII fortfarande låg på listorna sommaren 1974. Chicagos åttonde album präglades av mer rock än jazz. Albumet nådde Billboardlistans #1 plats men låg inte kvar på listan lika länge som gruppens föregående album. "Old Days" blev en hitsingel, men resten av albumet har ansetts svagt och präglat av Chicago-medlemmarnas behov av en kreativ paus efter många år av hård aktivitet. Gruppens nästa album Chicago X skulle dock innebära en nytändning och ny musikalisk inriktning.

## Låtlista
1. "Anyway You Want" - 3:37
2. "Brand New Love Affair, Part I & II" - 4:28
3. "Never Been in Love Before" - 4:10
4. "Hideaway" - 4:44
5. "Till We Meet Again" - 2:03
6. "Harry Truman" - 3:01
7. "Oh, Thank You Great Spirit" - 7:19
8. "Long Time No See" - 2:46
9. "Ain't It Blue?" - 3:26
10. "Old Days" - 3:31

## Listplaceringar
- Billboards albumlista, USA: #1
- VG-lista, Norge: #6 [1]
- Kvällstoppen, Sverige: #XX (placering 11-20 redovisades ej i ordning i listan 1975) [2]